# 白鳥麗子でございます!
『白鳥麗子でございます！』（しらとりれいこでございます！）は、鈴木由美子による日本の漫画作品。1987年から1992年の間、『mimi』（講談社）にて連載。続編『新・白鳥麗子でございます！』は、1992年から1997年の間に『Kiss』（講談社）にて連載された。2015年12月時点で累計発行部数は1700万部を記録している。1989年度、第13回講談社漫画賞少女部門受賞。OVA、テレビドラマ、映画が作られている。

## あらすじ
プライドが高くて思い込みの激しいお嬢様・白鳥麗子は、幼少期から秋本哲也に思いを寄せていたが、そのプライドが邪魔をして素直に思いを伝えられずにいた。やがて大学生になった哲也を追いかけて上京した麗子は、今度こそ哲也に対して素直になろうとするが、またしてもプライドが邪魔をして素直になれない。高飛車な麗子だったが、一途に哲也を思い続ける気持ちでは誰にも負けず、そんな麗子の思いに哲也が応えるところから物語が始まる。やがて同棲を始めた麗子と哲也の波乱万丈の生活が描かれる。

## 登場人物
声の記述はOVA版、「演」はTBS版 / フジテレビ版 / 2016年版の順
白鳥 麗子（しらとり れいこ）声 - 川村万梨阿、演 - 鈴木保奈美 / 松雪泰子 / 河北麻友子
本作の主人公。初登場時は19歳。実家は伊豆下田にあり、日本でも有数の大富豪の一人娘である、生粋のお嬢様。美人だが性格は気位が高く高飛車で思い込みが激しいうえ、かなり単細胞。また、世間知らずで何事にも影響されやすく、極めて楽観主義。片思い中だった哲也に高校在学中に告白されるも、周囲から「理想の低い女」と思われるのが嫌で素直に受け入れることができずに断わる。その後、大学に進学した哲也を追いかけて上京し、紆余曲折を経て哲也と同棲する。自称「世界の白鳥麗子」。哲也を思う気持ちだけは誰にも負けず、嫉妬深い。
秋本 哲也（あきもと てつや）声 - 堀内賢雄、演 - 野々村真 / 萩原聖人（第1期・映画）、松岡俊介（第2期） / 水野勝
N大学芸術学部の学生。大学ではバスケットボール部に所属するが、万年補欠である。江古田の風呂なしアパートに住む（『新』では風呂付のアパートに引っ越す）。美形でも聡明でもなく、恋愛感情にも疎い男性だが、女性に人気がある。常に自分の気持ちに正直である。幼稚園の頃、「ブス」と虐められていた麗子を「可愛い」と褒め、窮地から救った。それが麗子が哲也に恋をしたきっかけである。
かきつばた あやめ演 - 清水美子 / 田中律子（第2期）/ 大西礼芳
麗子のライバルで、大富豪の令嬢。麗子ばかりが持て囃されるのを嫉妬して、哲也を奪おうとしたこともある。眉毛がやたら太いが、美人。意外と料理上手。自称「日本が生んだお嬢様の中のお嬢様」（フジテレビドラマ版）。
京子（きょうこ）声 - 鷹森淑乃（安藤京子）、演 - なし / 小松千春（可愛京子） / 尾高杏奈（滝沢京子）
麗子と哲也の高校時代の同級生で、哲也と同じくN大学の学生。麗子の数少ない友人で理解者である。高校時代から哲也のことが好きで、哲也と麗子の邪魔をしたが、哲也に振られて自暴自棄になったのを麗子が救ったことから、二人の仲を取り持つために行動するようになる。告白された高田と交際する。
高田（たかだ）声 - 山口健（高田春男）、演 - 藤本正則（高田一郎）/ 彦摩呂（高田多根夫） / 辻本達規（高田保）
哲也の親友。N大学の同級生でバスケットボール部の仲間。京子のことが好きで、麗子に仲を取り持ってもらい、代わりに麗子と哲也の仲を取り持つことになる。麗子の繊細な心を見抜いている数少ない人物。元々は大の女好きだったが、京子と交際してからは一途になった。
吉本 鉄矢（よしもと てつや）
演 - 実写版ではこれに相当する登場人物の設定がそれぞれに違うので、各項目のキャスト説を参照のこと。
麗子の親が決めた見合い相手。下田の大病院の御曹司で、東京の医大に通う。
里子（さとこ）演 - 森口博子（あやせ里子） / 古柴香織 / なし
N大学バスケットボール部のマネージャー。哲也に好意を持っている。
順子（じゅんこ）演 - なし /  / 内藤理沙（泉順子）
哲也が上京後に交際した元彼女。一途で控えめな性格。
葵（あおい）演 - なし / 神崎恵（二階堂葵）/ 田中日奈子（中森葵）
哲也がアルバイトで家庭教師をした教え子の女子高生。麗子から哲也を奪おうとする。
コーチ演 - なし / 近藤誠人 / 土平ドンペイ（橋本）
N大学バスケットボール部のコーチ。コワモテだが部員からは慕われている。
うずまき演 - なし / 美保純 / 上野優華（善導寺うずまき）
白鳥家のメイド。麗子の身の回りの世話をし、常に麗子のために行動する。婚約者がいる。
ママ演 - ? / 水野久美（白鳥花代）/ さとう珠緒（白鳥華子）
麗子の母。
パパ演 - ? / 宝田明（白鳥正太郎）/ 春海四方（白鳥吉太郎）
麗子の父。下田にある建設会社「白鳥建設」経営者。大金持ちであるが態度が悪く、地元では悪評が立っている。

## OVA
1990年に亜細亜堂制作でOVAが発売された。

### スタッフ
- 原作：鈴木由美子
- 監督：本郷みつる
- 脚本：翁妙子
- 作画監督：児山昌弘
- 美術監督：海老沢一男
- 撮影監督：遠藤公祐
- 音響監督：山崎宏
- 音楽：黒石ひとみ
- テーマ曲：立花理佐「不思議なDestiny」
- 音楽制作：バンダイ（※現在の音源元はバンダイビジュアル子会社のエモーションミュージック）
- 制作：プロダクションゆりーか
- アニメーション制作：亜細亜堂

## テレビドラマ
1989年、1993年（2期）、2016年の3度にわたりテレビドラマ化される。漫画は下ネタ満載の作品であるが、以下のテレビドラマおよび映画ではその描写は抑えられている。
- TBS系列・ドラマ23（1989年8月28日 - 8月31日）。
- フジテレビ系列・ボクたちのドラマシリーズ（1993年1月14日 - 2月11日、10月16日 - 11月13日）。
- 名古屋テレビ放送（メ〜テレ）ほか地方局7局による共同制作（2016年）[2][3]。

### TBS版
主演・白鳥麗子役は鈴木保奈美。京子は登場せず、里子が麗子の元同級生であり、現在は哲也と交際しているという設定になっている。バスケットボール部のエピソードは描かれていない。

#### 他キャスト（TBS版）
- 紅小路華麿呂：島崎俊郎 - 紅小路財閥の御曹司。麗子に一目惚れし、双方の親を通じて縁談を進める。
- 団子坂：長江英和 - 紅小路の執事。
- 斉藤暁、二瓶鮫一、坂井寿美江、伊藤克信、原武昭彦、金子真美、高杉哲平、吉岡聖子 ほか

#### スタッフ（TBS版）
- 演出：助田卓
- 脚本：金春智子
- 技術：須田庫次
- カメラ：山地好男
- VE：根本雅彦
- 照明：板垣賢三
- 音声：高橋正勝
- 編集：白水孝幸、香園稔
- 選曲効果：岡田貴志
- 制作補：佐々木アツシ
- 演出補：土坂浩輝、足立悟
- TK：小宮慰緒子
- 技術協力：テイクシステムズ
- プロデューサー：中曽根真弓（オフィス・トゥー・ワン）、内野建（TBS）、片島謙二（TBS）
- 製作：オフィス・トゥー・ワン、TBS

#### サブタイトルと視聴率（TBS版）
1. 薔薇色デートは3人で(16.5%)[4]
2. お嬢さまはビンボーがお好き(10.9%)
3. ファーストキスは涙色(14.3%)
4. 愛は不死鳥(12.5%)

#### 主題歌（TBS版）
COMPLEX「恋をとめないで」（作詞：吉川晃司、作曲・編曲：布袋寅泰）

### フジテレビ版

#### 概要（フジテレビ版）
松雪泰子（白鳥麗子役）のゴールデンタイムの連続ドラマ初主演の連続ドラマ。第一シーズンの平均視聴率は16.7%で、最終回は20.8%の高視聴率を記録した。
再放送は、両シーズン共にフジテレビや関西テレビ、各地方局などでも何度か行われたが、このフジテレビ版のVHS化・DVD化はされていない。

#### 他キャスト（フジテレビ版）
- 秋本哲也：萩原聖人 - 麗子が恋する相手。（第1期）
- 高田：彦摩呂 - 哲也の友人。
- 京子：小松千春 - 麗子の友人。
- うずまき ：美保純 - 白鳥家のメイド。美保純はナレーションも務めている。（第1期）
- 吉本：池田成志 - 麗子の母が決めた麗子の見合い相手。下田の御曹司。（第1期）
- のりまき：畠山明子 - かきつばた家のメイド。あやめの身の回りの世話をしている。（第2期）
- 秋本芳江：上村香子 - 哲也の母。
- 白鳥蝶子：風見章子 - 麗子の祖母。
- ベンガル、坂本あきら、螢雪次朗、守谷佳央理、中島ひろ子 ほか

#### スタッフ（フジテレビ版）
- 演出：鈴木雅之、小椋久雄（第1期）、村上正典（第2期）
- 脚本：中園美保（第1期）、鈴木由美子（第1期）、岡田惠和（第1期、第2期）、田辺満（第2期）
- 企画：石原隆
- プロデューサー：塩沢浩二（第1期）、黒田哲也（第1期）、小椋久雄（第2期）

#### サブタイトルと視聴率（フジテレビ版）
第一弾
1. ホーッホッホッ（20.1%）
2. Hのしかた教えて（16.6%）
3. 涙のバレンタイン（18.8%）
4. 彼の実家に行く（19.3%）
5. よくってよ、よくってよ（20.8%）

第二弾
1. ほーほっほっほっほっほっほっほっほっ（18.7%）
2. 涙の失恋記念日（13.8%）
3. うわさ話に弱い（17.7%）
4. 女同志の友情ね（17.5%）
5. 怒ってる怒ってる（16.6%）
6. きっと忘れない（15.8%）

#### 主題歌（フジテレビ版）
- オープニングテーマ - 「帰れソレントへ」（インストゥルメンタル）
- エンディングテーマ
  - 第1期 - ZARD「負けないで」（作詞：坂井泉水、作曲：織田哲郎、編曲：葉山たけし）
  - 第2期 - ZARD「きっと忘れない」（作詞：坂井泉水、作曲：織田哲郎、編曲：明石昌夫）

### 2016年版
エスピーオー・キングレコード・フォーチュンエンターテイメント、および地方局の共同制作による実写ドラマ作品が、2016年1月から放送。白鳥麗子役は河北麻友子が務める。
制作には独立局（三重テレビ放送を除いた東名阪ネット6加盟5局）およびメ〜テレ・九州朝日放送の合計7局が関わっているが、この7局共同制作のドラマは、前年2015年の『びったれ!!!』以来となる。

#### 他キャスト（2016年度版）
- 青木龍斗：田中俊介 - 哲也の大学バスケ部のチームメイト。ガテン系のアルバイトで生計を立てる苦学生。
- 椎名健吾：吉原雅斗 - 哲也の大学バスケ部のチームメイト。
- 吉本龍之介：田村侑久 - 麗子の父が決めた、麗子の見合い相手の御曹司。麗子曰く「ニヤケキザ男」。
- ボディガード：楠美聖寿、渡部龍平 - かきつばたあやめ専属のボディガード。
- 善導寺わたる：坂田雅彦 - 白鳥家の執事。うずまきの父。
- すず婆：松金よね子 - 下田の海沿いの古い家に住む老女。麗子と哲也だけでなく、その親たちを昔から知っている。

#### スタッフ（2016年度版）
- 監督：久万真路、松岡達矢、水波圭太
- 脚本：大谷洋介
- 主題歌：BOYS AND MEN「Wanna be!」[5]
- エンディングテーマ：BOYS AND MEN「ツクヨミ」[5]
- 音楽：ゲイリー芦屋
- 監修・企画協力：講談社
- 制作協力：メディアンド
- 制作プロダクション：キュー・テック
- プロデュース：鈴木伸明（エスピーオー）、木俣誠（キングレコード）、福原直樹（tvk）、植村真紀（キュー・テック）
- ラインプロデューサー：岩淵規（メディアンド）
- 企画：櫻井由紀（エスピーオー）、浅沼正人（キングレコード）
- 製作者：香月淑晴（エスピーオー）、重村博文（キングレコード）、谷口誠治（フォーチュンエンターテイメント）
- 製作：2016「白鳥麗子でございます!」製作委員会（エスピーオー、キングレコード、tvk、チバテレ、テレ玉、メ〜テレ、KBS京都、サンテレビ、KBC、フォーチュンエンターテイメント）

#### サブタイトル・放送日程（2016年度版）
放送日は最速局のテレビ神奈川・KBS京都の放送日とする。
| 各話   | 放送日  | サブタイトル                 | 監督     |
| ------ | ------- | ---------------------------- | -------- |
| 第1話  | 1月14日 | 登場！世界の白鳥麗子         | 久万真路 |
| 第2話  | 1月21日 | お嬢様力なら負けませんわよ！ | 松岡達矢 |
| 第3話  | 1月28日 | 私のチョコをお食べあそばせ！ | 松岡達矢 |
| 第4話  | 2月04日 | これが私の愛の城！           | 水波圭太 |
| 第5話  | 2月11日 | 本当に愛されているのは誰？   | 久万真路 |
| 第6話  | 2月18日 | 麗子が透明人間⁉︎              | 久万真路 |
| 第7話  | 2月25日 | 白鳥麗子でごじゃいまちゅ！   | 久万真路 |
| 第8話  | 3月03日 | 愛、それは片想い             | 水波圭太 |
| 第9話  | 3月10日 | 麗子危うし！女子高生の甘い罠 | 久万真路 |
| 最終話 | 3月17日 | さようなら哲也くん…          | 久万真路 |

#### ネット局（2016年度版）
| 放送地域   | 放送局             | 系列           | 放送期間                | 放送日時                                                                                | 備考       |
| ---------- | ------------------ | -------------- | ----------------------- | --------------------------------------------------------------------------------------- | ---------- |
| 神奈川県   | テレビ神奈川       | 独立局         | 2016年1月14日 - 3月17日 | 木曜 23:00 - 23:30                                                                      | 共同制作局 |
| 京都府     | KBS京都            | 独立局         | 2016年1月14日 - 3月17日 | 木曜 23:00 - 23:30                                                                      | 共同制作局 |
| 埼玉県     | テレビ埼玉         | 独立局         | 2016年1月16日 - 3月19日 | 土曜 0:30 - 1:00（金曜深夜）                                                            | 共同制作局 |
| 千葉県     | 千葉テレビ         | 独立局         | 2016年1月16日 - 3月19日 | 土曜 23:30 - 24:00                                                                      | 共同制作局 |
| 兵庫県     | サンテレビ         | 独立局         | 2016年1月18日 - 3月21日 | 月曜 23:00 - 23:30                                                                      | 共同制作局 |
| 中京広域圏 | メ〜テレ           | テレビ朝日系列 | 2016年1月19日 - 3月29日 | 火曜 0:20 - 0:50（月曜深夜）                                                            | 共同制作局 |
| 福岡県     | 九州朝日放送       | テレビ朝日系列 | 2016年1月19日 - 3月22日 | 火曜 1:50 - 2:20（月曜深夜）                                                            | 共同制作局 |
| 栃木県     | とちぎテレビ       | 独立局         | 2016年1月20日 - 3月23日 | 水曜 20:00 - 20:30                                                                      |            |
| 熊本県     | 熊本放送           | TBS系列        | 2016年1月26日 - 3月29日 | 火曜 1:23 - 1:53（月曜深夜）                                                            |            |
| 石川県     | 北陸朝日放送       | テレビ朝日系列 | 2016年3月2日 - 5月4日   | 当初は火曜 2:05 - 2:35（月曜深夜） 最終話時点での放送時間は水曜 2:00 - 2:30（火曜深夜） |            |
| 広島県     | 中国放送           | TBS系列        | 2016年3月28日 - 4月12日 | 月曜 - 木曜 10:30 - 11:00                                                               |            |
| 長崎県     | 長崎放送           | TBS系列        | 2016年4月4日 - 4月15日  | 月曜 - 金曜 14:52 - 15:22                                                               |            |
| 岩手県     | 岩手めんこいテレビ | フジテレビ系列 | 2016年4月9日 - 6月11日  | 土曜 2:05 - 2:35（金曜深夜）                                                            |            |
| 静岡県     | 静岡放送           | TBS系列        | 2016年4月13日 - 6月15日 | 水曜 0:57 - 1:27（火曜深夜）                                                            |            |
| 宮城県     | 東北放送           | TBS系列        | 2016年4月13日 - 6月15日 | 水曜 1:30 - 2:00（火曜深夜）                                                            |            |
| 富山県     | チューリップテレビ | TBS系列        | 2016年4月22日 - 6月24日 | 金曜 1:07 - 1:37（木曜深夜）                                                            |            |
| 沖縄県     | 琉球朝日放送       | テレビ朝日系列 | 2016年6月18日 - 9月24日 | 土曜 2:00 - 2:30（金曜深夜）                                                            |            |
| 高知県     | テレビ高知         | TBS系列        | 2016年6月22日 - 8月25日 | 水曜 23:55 - 翌0:25                                                                     |            |

※ 日時表記は暦日表記で記載しており、提出された出典内容や公式サイトで表示されている内容とは異なる箇所が一部にある。

## 映画

### 1995年版
「ぼくたちの映画シリーズ」の作品の一つとして1995年8月19日に公開された。1995年12月21日にVHSが、2001年9月19日にDVDが発売されている。同時上映は『花より男子』（主演：内田有紀、監督：楠田泰之）。
ストーリーはテレビドラマの続編になっており、原作にはない映画オリジナルのエピソードである。当時ではまだ珍しかったハイビジョン撮影であり、フィルム撮影の経験が無いテレビ畑のスタッフがテレビ番組の手法で作った映画である。

#### ストーリー（1995年版映画）
同棲生活を続けている麗子と哲也。京子に高田と婚約したと知らされた麗子は、結婚に興味がない素振りをしながらも、内心ではさらに哲也との結婚を望むようになる。哲也は麗子の本心を見抜けず、「俺たちがもっと大人になって自分たちの力で生活できるようになるまで、結婚なんて考えるべきじゃない」と答える。そんな中、麗子の父・正太郎が癌に侵され、余命半年であるという連絡が入る。「生きているうちに麗子の花嫁姿を見たかった」という父の願いを叶えるため、麗子は哲也に結婚を申し入れ、哲也は迷いながらもそれを受け入れる。しかし正太郎の主治医から癌は誤診だったと知らされる。麗子はそれに安堵する一方で、哲也との結婚を取りやめたくないため、周囲にその事実を知らせないまま結婚式の準備を進める。

#### 他キャスト（1995年版映画）
- 秋本光平：河原さぶ
- 秋本芳江：茅島成美
- 看護婦・道代：畠山明子
- 医師・滝本：左右田一平
- ハンサムな医師：袴田吉彦
- 中継ディレクター：西村雅彦
- 悪徳弁護士：有福正志
- 寿司好きな叔父叔母：小林すすむ、松本じゅん
- 中継AD：田付貴彦
- リポーター：湯浅けい子

#### スタッフ（1995年版映画）
- 監督：小椋久雄
- 脚本：両沢和幸
- 撮影：福田紳一郎
- 美術プロデューサー：板村一彦
- 美術デザイン：柳川和央
- 録音：三井登
- 照明：澤田篤宏
- 編集：田口拓也
- 衣装（デザイン）：杉山正英
- 助監督：高丸雅隆
- スクリプター：増田ゆみ
- スチール：戸田英男、松原直彦
- 技術協力：IMAGICA
- 美術協力：フジアール
- 音楽協力：フジパシフィック音楽出版
- ポスプロ：東京テレビセンター
- ラインプロデューサー：稲田秀樹
- アシスタントプロデューサー：加藤正俊
- プロデューサー：小川晋一、石原隆、池田知樹、岩田祐二
- 製作者：村上光一、周防郁雄
- 製作総指揮：松下千秋、中山和記
- 企画：重村一、堀口壽一
- 企画協力：バーニングプロダクション
- 製作協力：共同テレビジョン
- 製作：フジテレビ

#### 主題歌（1995年版映画）
- ZARD「サヨナラは今もこの胸に居ます」（作詞：坂井泉水、作曲：栗林誠一郎、編曲：葉山たけし）

### 2016年版映画
2016年版のドラマの続編として、2016年6月11日に公開。2016年版のドラマのキャスト陣に加えて、BOYS AND MENからは小林豊も出演する。原作にないオリジナルのストーリーであるが、これまでの実写化では描かれたことのなかった「麗子と哲也の実家同士の対立」がはじめて描かれた。

#### 他キャスト（2016年版映画）
- 桐生希一：小林豊
- 吉本龍之介：田村侑久
- 桝田留美：久松郁実
- 青木龍斗：田中俊介
- 椎名健吾：吉原雅斗
- 善導寺わたる：坂田雅彦
- 秋本正恵：広岡由里子
- 秋本幸作：貴山侑哉
- 秋本新三郎：五頭岳夫
- 桐生公雄：影山英俊
- すず婆：松金よね子

#### スタッフ（2016年版映画）
- 監督：久万真路
- 脚本：大谷洋介、久万真路
- 音楽：ゲイリー芦屋、永田太郎
- 主題歌：BOYS AND MEN「Forever and Always」
- 挿入歌：BOYS AND MEN「With…」
- 制作プロダクション：キュー・テック
- 制作協力：メディアンド
- 製作：2016「白鳥麗子でございます!」製作委員会（エスピーオー、キングレコード、tvk、チバテレ、テレ玉、メ〜テレ、KBS京都、サンテレビ、KBC、フォーチュンエンターテイメント、GYAO）
- 配給：エスピーオー

## 書誌情報

### 単行本
- 鈴木由美子 『白鳥麗子でございます！』 講談社〈ミミKC〉、全7巻
  1. 1988年6月10日発売[8]、ISBN 4-06-170200-9
  2. 1988年12月9日発売[9]、ISBN 4-06-170220-3
  3. 1989年3月9日発売[10]、ISBN 4-06-170235-1
  4. 1989年7月10日発売[11]、ISBN 4-06-170246-7
  5. 1990年3月6日発売[12]、ISBN 4-06-170276-9
  6. 1991年3月7日発売[13]、ISBN 4-06-170312-9
  7. 1992年3月3日発売[14]、ISBN 4-06-170368-4
- 鈴木由美子 『新・白鳥麗子でございます！』 講談社〈KissKC〉、全5巻
  1. 1992年9月4日発売[15]、ISBN 4-06-325601-4
  2. 1993年7月5日発売[16]、ISBN 4-06-325625-1
  3. 1994年5月2日発売[17]、ISBN 4-06-325645-6
  4. 1994年11月2日発売[18]、ISBN 4-06-325662-6
  5. 1997年5月10日発売[19]、ISBN 4-06-325721-5

### 文庫
- 鈴木由美子 『白鳥麗子でございます！』 講談社〈講談社漫画文庫〉、全4巻
  1. 2000年11月10日発売[20]、ISBN 4-06-260821-9
  2. 2000年11月10日発売[21]、ISBN 4-06-260822-7
  3. 2000年12月12日発売[22]、ISBN 4-06-260823-5
  4. 2000年12月12日発売[23]、ISBN 4-06-260824-3

### 廉価版
- 鈴木由美子 『白鳥麗子でございます！』 講談社〈講談社プラチナコミックス〉、全2巻
  1. 2016年1月27日発売[24]、ISBN 978-4-06-385862-4
  2. 2016年2月24日発売[25]、ISBN 978-4-06-385864-8

### 関連書籍
- 『白鳥麗子の極楽ハワイでございますっ！」1997年4月9日発売[26]、ISBN 4-06-330036-6

### 読切り
- 『白鳥麗子でございます！ 特別編 Wanna be!』（Kiss・2016年4月号、2016年2月25日）[27]
  - 2016年版テレビドラマの放送と映画化を記念して製作。アラフォーになった白鳥麗子が登場する。

## 関連作品

### ソフト
- 白鳥麗子でございます!（1995年12月21日〈VHS〉・2001年9月19日〈DVD〉、キングレコード） - 1995年版映画の映像ソフト。
- 白鳥麗子でございます！DVD-BOX（2016年4月27日、エスピーオー） - 2016年版ドラマの映像ソフト。

### サウンドトラック
- 「白鳥麗子でございます!」オリジナル・サウンドトラック（1990年4月21日、アポロン） - 黒石ひとみによるOVA版サウンドトラック。立花理佐が歌唱するトラックも含まれている。[28]
- 「白鳥麗子でございます!」オリジナル・サウンドトラック〜よくってよ!ホーッホホホホ!（1993年4月25日、ファンハウス） - フジテレビ版テレビドラマのサウンドトラック。[29]